# Gewahrsam
Der überwiegend strafrechtlich verwendete Begriff Gewahrsam (von mittelhochdeutsch gewarsame, „Sicherheit“) korrespondiert mit dem überwiegend zivilrechtlich und öffentlich-rechtlich verwendeten Begriff des Besitzes. Gewahrsam und Besitz unterscheiden sich im Wesentlichen im Bereich von mittelbarem Besitz und Besitzdienerschaft. Der mittelbare Besitzer hat zwar Besitz, nicht aber Gewahrsam an einer Sache. Der Besitzdiener hat keinen Besitz an der Sache, wohl aber Gewahrsam.

## Rechtsgrundlagen

### Allgemein
In der Rechtswissenschaft bezeichnet man mit dem Gewahrsam nach herrschender Meinung die tatsächliche Sachherrschaft einer natürlichen Person über eine Sache, die von einem sog. generellen Sachherrschaftswillen (vgl. hiermit den generellen Besitzwillen im Zivilrecht), also dem Willen über eine Sache in seiner Gewahrsamssphäre zu verfügen, getragen sein muss. Dies bedeutet, dass sich der Sachherrschaftswille nicht bewusst auf jede konkrete im Herrschaftsbereich befindliche Sache beziehen muss, um einen Gewahrsam an den Sachen zu begründen. Bei Schlafenden und Bewusstlosen ist vom potentiellen Sachherrschaftswillen die Rede, sodass auch hier ein Gewahrsamsbruch möglich ist. Zur Annahme der tatsächlichen Sachherrschaft kommt es entscheidend auf die Anschauung des täglichen Lebens und die Verkehrsauffassung an; einer anderen Ansicht nach ist Gewahrsam die sozial-normative Zuordnung einer Sache zur Herrschaftssphäre einer Person. Vorteil dieser Theorie ist, dass sie auf einfacherem Weg zu den gleichen Ergebnissen wie die herrschende Meinung gelangt. Diese benötigt viele Ausnahmen, was im Endeffekt zur Auflösung des Hauptmerkmals „tatsächliche Sachherrschaft“ führt.
Gewahrsam liegt nach der dargestellten herrschenden Meinung auch dann noch vor, wenn der Gewahrsamsinhaber nicht mehr unmittelbaren Zugriff auf die Sache hat, diesen aber jederzeit wieder erlangen könnte (Gewahrsamslockerung). So hat etwa der Fahrradbesitzer auch dann noch (gelockerten) Gewahrsam an seinem Fahrrad, wenn er es in seiner Heimatstadt auf dem Bahnhofsvorplatz angeschlossen hat und in eine andere Stadt zur Arbeit fährt. Ebenfalls hat ein Ladenbesitzer Gewahrsam an sämtlichen Waren in seinem Laden, auch wenn er die faktische Zugriffsmöglichkeit auf seine Angestellten als seine Gewahrsamsgehilfen übertragen hat.

### Strafrecht
Der Gewahrsam hat vor allem bei den Eigentumsdelikten der §§ 242 ff. StGB (Diebstahl, Raub) Bedeutung. Nach dem Wortlaut des Gesetzes liegen Diebstahl oder Raub nur dann vor, wenn der Täter dem Opfer eine Sache wegnimmt. Die Wegnahme setzt sich aus dem Bruch des Gewahrsams, welches das Opfer an der Sache hatte, und der Begründung neuen Gewahrsams zusammen. Entwendet jemand eine Sache, an welcher das Opfer keinen Gewahrsam hatte, dann liegt kein Diebstahl, sondern allenfalls Unterschlagung vor.
Wird ein Gewahrsam an einer Sache gebrochen, die sich zuvor etwa aufgrund einer Sicherstellung oder Beschlagnahme in hoheitlichem Gewahrsam befand, stellt dies tatbestandsmäßig einen Verwahrungsbruch oder Verstrickungsbruch (jeweils Vergehen) dar.

### Strafprozessrecht
Im Strafprozessrecht besteht unter anderem ein pressrechtliches Beschlagnahmeverbot für solche Inhaltsverkörperungen, die sich im Gewahrsam der zeugnisverweigerungsberechtigten Pressemitarbeiter oder im Gewahrsam der Redaktion, des Verlags oder der Druckerei befinden, der diese zugehören, § 97 Abs. 5 StPO. Der Begriff des Gewahrsams ist hier wie im materiellen Strafrecht etwa bei § 242 StGB zu verstehen. Gewahrsam hat ein Journalist demnach an allen mitgeführten, aber auch fest in seinem Schreibtisch verschlossenen Dokumenten.

### Zwangsvollstreckungsrecht
Der Gewahrsam spielt auch im Zwangsvollstreckungsrecht eine gewichtige Rolle. Nach § 808 Abs. 1 ZPO wird die Sachpfändung der im Gewahrsam des Schuldners befindlichen körperlichen Sachen wird dadurch bewirkt, dass der Gerichtsvollzieher sie in Besitz nimmt. Nach § 808 Abs. 2 ZPO sind andere Sachen als Geld, Kostbarkeiten und Wertpapiere sind im Gewahrsam des Schuldners zu belassen, sofern nicht hierdurch die Befriedigung des Gläubigers gefährdet wird. Gewahrsam in diesem Sinne bedeutet, dass nach dem äußeren Anschein die tatsächliche Zugriffsmöglichkeit eines Menschen auf eine Sache besteht und dass auf Grund dieser Umstände nach der Verkehrsauffassung ein entsprechender Gewahrsamswille anzunehmen ist. Die Pfändung bestimmter Sachen kann hiernach auch erfolgen, wenn sie sich im Gewahrsam Dritter, also vom Schuldner und Gläubiger verschiedener Personen, befinden, § 809 ZPO. Auch hier ist zwischen Besitz und Gewahrsam zu unterscheiden; beides kann zusammenfallen, muss es aber nicht. Spezielle Besitzformen wie etwa der mittelbare Besitz begründen mangels tatsächlicher Sachherrschaft eben keinen Gewahrsam. Das kann bedeuten, dass sich Sachen, die sich im mittelbaren Besitz der einen Person befinden, tatsächlich aber im Gewahrsam aber einer anderen Person befinden, vom Gerichtsvollzieher rechtmäßig bei der anderen Person gepfändet werden können, wenn es sich bei dieser anderen Person um den Schuldner handelt. Unter Umständen muss - auch wenn etwa der (Mit-)Gewahrsam Dritter verletzt ist - der Rechtsbehelf der Erinnerung nach § 766 ZPO ergriffen werden.

## Begründung und Übergang des Gewahrsams
Bei der Übergabe einer Sache von einer Person an eine andere Person geht stets auch der Gewahrsam an der Sache über, wobei es sachenrechtlich unerheblich ist, ob dies freiwillig oder wissentlich geschieht. Der unfreiwillige Übergang wird Gewahrsamsbruch genannt, z. B. wenn eine Person unbezahlte Ware in der Kleidung verbirgt.
An einer Sache, die zuvor in niemandes Gewahrsam war, kann man Gewahrsam begründen, indem man sie in (vorübergehenden) Besitz nimmt. So erlangt der Finder einer Sache Gewahrsam an dieser Sache.
Ein Gewahrsamsinhaber kann den Gewahrsam aufgeben, indem er die Sachherrschaft aufgibt. Beispielsweise verliert man den Gewahrsam an einer Sache durch Übereignung (inklusive Schenkung) oder Dereliktion (Entledigung, z. B. wenn man sie in einen öffentlichen Abfalleimer wirft).